# Asymetryczna aminohydroksylacja Sharplessa
Asymetryczna aminohydroksylacja Sharplessa – reakcja chemiczna olefin z tetratlenkiem osmu i solą odpowiedniego amidu, sulfonamidu lub karbaminianu (stanowiącą źródło azotu) w obecności chiralnego ligandu chininowego, której produktem są wicynalne 1,2-aminoalkohole.
Jako źródło tetratlenku osmu stosuje się zwykle osmian(VI) potasu.
Reakcję tę odkrył w 1975 roku Barry Sharpless. Między innymi za to odkrycie otrzymał w 2001 roku Nagrodę Nobla w dziedzinie chemii.
Pomimo trudności z kontrolą regioselektywności, ubocznej reakcji dihydroksylowania Sharplessa oraz licznym czynnikom mającym wpływ na wydajność i stereochemię reakcji, asymetryczna aminohydroksylacja Sharplessa znajduje liczne zastosowania w syntezie organicznej.

## Mechanizm
W pierwszym etapie tetratlenek osmu reaguje z solą aminową tworząc imidotrioksoosm(VIII) 1, który wiąże się z ligandem i olefiną, w wyniku czego powstaje kompleks azaglikolanu osmu(VI) 2. Ulega on utlenieniu i substytucji przez anion soli amidu, prowadząc do azaglikolanu imidotrioksoosmu(VIII) 3, ulegającemu hydrolizie uwalniając cząsteczkę produktu 4 jednocześnie odtwarzając imidotrioksoosm(VIII) 1 co zamyka pierwszy dominujący cykl katalityczny.
Azaglikolanu imidotrioksoosmu(VIII) może ulegać addycji do kolejnej cząsteczki olefiny prowadząc do bis(azaglikolanu) osmu 5, który hydrolizuje do aminoalkoholu 6 i odtwarza kompleks azaglikolanu osmu(VI) 2 zamykając drugi cykl katalityczny.

## Stereochemia

### Enancjoselektywność
W asymetrycznej aminohydroksylacji Sharplessa na enancjoselektywność można wpływać dobierając odpowiedni chiralny ligand. Pochodne dihydrochinidynowe faworyzują powstawanie R-enancjomeru natomiast dihydrochinonowe S-enancjomeru. W asymetrycznej hydroksylacji Sharplessa ligandy te działają odwrotnie.
Enancjoselektywność reakcji obniża obecność drugiego cyklu katalitycznego, którego wpływ można ograniczyć, przeprowadzając reakcję w środowisku wodnym o niewielkim stężeniu substratów, dzięki czemu faworyzowana jest hydroliza azaglikolanu imidotrioksoosmu(VIII).
Ilość podstawników w alkenie także ma wpływ na enancjoselektywność reakcji. Dla 1,1-dwupodstawionych oraz trójpodstawionych olefin obserwuje się znacznie zwiększony wpływ drugiego cyklu katalitycznego, drastycznie zmniejszający enancjoselektywność, a nawet prowadzący do powstania racematu. Czteropodstawione alkeny nie ulegają reakcji aminohydroksylacji.
Większą enancjoselektywność produktu obserwuje się w przypadku użycia soli amidu o mniejszym podstawniku.

### Diastereoselektywność
Kontrola diastereoselektywności polega głównie na umiejscowieniu grupy funkcyjnej olefiny z chiralnym podstawnikiem po odpowiedniej stronie płaszczyzny względem grupy aminowej i hydroksylowej w cząsteczce produktu, bądź też na kontroli aminohydroksylacji konkretnego wiązania podwójnego w przypadku symetrycznych polienów. Rodzaj użytego chiralnego ligandu nie ma zwykle istotnego wpływu na diastereoselektywność reakcji, natomiast obserwuje się wzrost wydajności otrzymywania pary diastereoizomerów w miarę zwiększania stosunku ligand:katalizator tlenku osmu.

### Regioselektywność
Największą trudnością w asymetrycznej aminohydroksylacji Sharplessa jest kontrola regioselektywności. Istotny wpływ na nią wywierają takie czynniki jak podstawienie lub polaryzacja alkenu oraz interakcje pomiędzy ligandem a substratem.
W większości przypadków azot wykazuje większe powinowactwo do mniej podstawionego atomu węgla w cząsteczce alkenu.
Zastosowanie odpowiedniej aminy jako źródła azotu, jak chloramina T czy bromoacetamid, w połączeniu z odpowiednio dobranym chiralnym ligandem może mieć istotny wpływ na regioselektywność produktu.
Użyty rozpuszczalnik często decyduje o regioselektywności w przypadku, gdy źródłem azotu są karbaminiany

## Odmiany

### Źródła azotu

#### Sulfonamidy
Najczęściej używanym odczynnikiem jest chloramina T ze względu na niskie koszty i łatwą dostępność. Alternatywą jest chloramina M (CH3SO2NClNa), zapewniająca lepszą wydajność oraz enancjo- i regioselektywność, lecz musi być generowana in situ.
Produktami reakcji przy użyciu sulfonamidów są 1,2-hydroksyaminy z zablokowaną grupą aminową, której odblokowanie wymaga ostrych warunków. Łatwiejsze do odblokowania są produkty aminohydroksylacji przy użyciu p-nitrofenylosulfonamidu (NsN(Na)Cl), tert-butylosulfonamidu (BusN(Na)Cl) lub 2-(trimetylosilylo)etylosulfonamidu.
Zastosowanie sulfonamidów ogranicza się do reakcji z α,ß-nienasyconymi estrami, fosfonianami oraz amidami.

#### Karbaminiany
Odkrycie karbaminianów jako źródła azotu znacznie rozszerzyło możliwości aminohydroksylacji Sharplessa – o styreny i terminalne alkeny. Najczęściej stosuje się: etylo-, benzylo- (Cbz), tert-butylo- (Boc), 2-(trimetylosililo)etylokarbaminian (Teoc). Przy użyciu tego ostatniego zaobserwowano najlepszą wydajność, enancjo- i regioselektywność oraz szybkość reakcji przy znacznie mniejszym zużyciu katalizatora. Grupy ochronne pochodzące od karbaminianów można odblokować w stosunkowo łagodnych warunkach.

#### Amidy
Amidy w reakcji aminohydroksylacji Sharplessa dają rezultaty zbliżone do karbaminianów. Do ich zalet zalicza się potrzebę użycia tylko jednego ekwiwalentu N-haloamidu, co ułatwia odizolowanie głównego produktu z mieszaniny poreakcyjnej. Najczęściej używa się odczynników takich jak litowa sól N-bromoacetamidu czy kwas dibromoizocyjanurowy (DBI).

#### Heterocykliczne aminy
Do aminohydroksylacji Sharplessa sukcesywnie udało się wykorzystać także pochodne adeniny oraz heterocyklicznych pochodnych pirymidyny jako źródła azotu.

### Alternatywne chiralne ligandy
Struktura cząsteczki ligandu składa się z dwóch części: chiralnego pomocnika i arylowej podstawy połączone ze sobą grupą eterową.
Na część chiralną ligandu składają się zwykle dihydrochinina (DHQ) lub dihydrochinidyna (DHQD).
Znacznie bardziej zróżnicowany jest dobór części arylowej. W tzw. ligandach pierwszej generacji stosuje się struktury jak p-chlorobenzoeasan (CLB), eter fenantrenowy (PHN), eter 4-metylo-2-chinolinowy (MEQ). Ligandy drugiej generacji charakteryzują się podstawą arylową połączoną z dwoma chiralnymi pomocnikami. Umożliwiają to takie struktury jak difenylopirymidyna (PYR), ftalazyna (PHAL), difenylopirazynopiradyzyna (DPP), difenyloftalizyna (DP-PHAL) czy antrachinon (AQN).

## Zastosowania
Asymetryczna aminohydroksylacja Sharplessa znajduje szereg zastosowań w syntezie produktów naturalnych i leków.
Na powyższym przykładzie przedstawiona jest synteza loracarbefu, antybiotyku stosowanego m.in. w terapii infekcji uszu. W drugim etapie syntezy asymetryczna aminohydroksylacja Sharplessa odgrywa kluczową rolę.
Innym popularnym przykładem zastosowania reakcji, często pojawiającym się w literaturze, jest synteza łańcucha bocznego paklitakselu.